# Giuseppe Molinari
Giuseppe Molinari (ur. 11 stycznia 1938 w Scoppito) – włoski duchowny rzymskokatolicki, w latach 1998-2013 arcybiskup L’Aquila.

## Życiorys
Święcenia kapłańskie przyjął 29 czerwca 1962. 30 września 1989 został mianowany biskupem Rieti. Sakrę biskupią otrzymał 8 grudnia 1989. 16 marca 1996 został ogłoszony koadiutorem archidiecezji L’Aquila. 6 czerwca 1998 objął urząd ordynariusza. 8 czerwca 2013 przeszedł na emeryturę.